# US Indoors 1987
Lo US Indoors 1987 è stato un torneo di tennis giocato sul sintetico indoor. È stata la 80ª edizione del torneo, che fa parte del Virginia Slims World Championship Series 1987. Si è giocato a Piscataway (New Jersey) negli USA dal 29 marzo al 4 aprile 1987.

## Campionesse

### Singolare
Helena Suková ha battuto in finale  Lori McNeil con il punteggio di 6–0, 6–3

### Doppio
Gigi Fernández /  Lori McNeil hanno battuto in finale  Betsy Nagelsen /  Elizabeth Smylie con il punteggio di 6–1, 6–4